# Apasra Hongsakula
Apasra Hongsakula (Bangkok, 19 de janeiro de 1947) é uma rainha da beleza tailandesa, a primeira representante da Tailândia a ser coroada como Miss Universo, em 24 de julho de 1965, em Miami Beach, Estados Unidos.
Apelidada na adolescência de "Pook" ("Gorda") pela mãe, por ter sido um bebê gordinho, depois de ser coroada como Miss Tailândia, no início de 1965, ela foi preparada para a disputa do Miss Universo pessoalmente por Sua Majestade a rainha da Tailândia, Sirikit. Suas maiores qualidades eram uma elegância natural, uma pele de porcelana e uma serenidade de realeza. Apasra, desde que chegou em Miami, viveu num protocolo real, demonstrado pela sua postura, beleza e por um guarda-roupa extraordinário.
Única morena incluída nas Top 5, ela derrotou as loiras Miss Holanda, Miss Finlândia, Miss Suécia e Miss EUA, sendo a segunda MU asiática e a primeira de seu país, conquistando público e júri com sua beleza exótica e maneiras de realeza tailandesa, fora do estereótipo latino ou caucasiano que dominavam o concurso.

## Vida posterior
Depois de coroar sua sucessora, Apasra voltou à Tailândia e casou-se com um primo da rainha Sirikit, um milionário dono de shopping centers e teve um filho deste casamento, que acabou em divórcio. Designada mais tarde como embaixadora cultural pelo Ministério do Turismo da Tailândia, ainda hoje é uma figura socialmente reverenciada em seu país, como a família real, e está sempre engajada em campanhas que redundam em benefícios para as camadas sociais de menor poder econômico.
Voltou a ter contato com o Miss Universo de maneira mais próxima duas vezes, quando foi jurada das edições de 1973 em Atenas e de 1979, em Perth, na Austrália.